# Koniawa (gmina)
Koniawa (1919 Kruniawo) – dawna gmina wiejska istniejąca do 1930 roku w województwie nowogródzkim/województwie wileńskim w Polsce (obecnie na Litwie). Siedzibą gminy była wieś Koniawa (232 mieszk. w 1921 roku).
Na początku okresu międzywojennego gmina Koniawa należała do powiatu lidzkiego w woj. nowogródzkim. 1 lipca 1925 roku z części obszaru gminy Koniawa utworzono nową gminę Orany.
1 lipca 1926 roku gminę przyłączono do powiatu wileńsko-trockiego w woj. wileńskim. Po manewrze tym powstała styczność pomiędzy województwami wileńskim a białostockim.
19 maja 1930 część obszaru gminy przyłączono do gmin Raduń i Ejszyszki. Gminę Koniawa zniesiono z dniem 3 czerwca 1930 roku, a jej obszar włączono do gminy Orany.
Według spisu powszechnego z 1921 gmina miała 8806 mieszkańców z czego 4878 stanowili Litwini (55,4%), 3834 Polacy (43,5%) a 80 Żydzi (0,9%).